# Onitis westermanni
Onitis westermanni là một loài bọ cánh cứng trong họ Bọ hung (Scarabaeidae).